# 機動戦士ガンダム (冒険王版)
『機動戦士ガンダム』（きどうせんしガンダム）は、アニメ作品『機動戦士ガンダム』を原作として岡崎優が漫画化した作品。秋田書店の雑誌「冒険王」付録「冒険王コミック文庫」に1979年5月号から1980年2月号まで連載された後、1982年4月に映画『機動戦士ガンダムIII めぐりあい宇宙篇』を原作とした「めぐりあい宇宙編」が「別冊冒険王」1982年春の号に掲載された。

## 本作の特徴
原作『機動戦士ガンダム』（以下、原作もしくは『ガンダム』と表記）は、リアルロボット物というアニメの新しい形を切り開いたが、本作では漫画化にあたって従来のスーパーロボット的な表現法が用いられているため、原作との相違点が数多く存在する。
一話完結式の従来のロボットアニメとは異なり『ガンダム』では連続ドラマ方式ということもあって展開が遅くなり、本編の方が打ち切りによって早期終了した頃には、本作の連載は地球でのエピソードが終結して舞台が宇宙に移った直後であったが、それに合わせる形で連載も未完のまま打ち切りとなった。なお、後の『ガンダム』映画化に合わせて「めぐりあい宇宙編」が同じ作者によって漫画化され、別冊冒険王に掲載されたことで結果的に完結している。
1998年になって『まんが秘宝 Vol. 3 まんがチャンピオンまつり ぶっちぎりヒーロー道・リターンズ』やガンダム専門ムック『ガンダム・トリビュート・マガジン G20 volume.1』で、原作との相違点が顕著かつ破天荒であったことが紹介されると、一部の好事家にコアな人気を持つに至り、同年10月に大都社から単行本が復刻された。
1999年の『ガンダム・トリビュート・マガジン G2O Volume.3』に掲載された、大都社による復刻版単行本発売記念の作者インタビューでは、設定の相違は作者がテレビを持っていなかったために『ガンダム』を見ていなかったことと、それにもかかわらず資料収集を行わなかったためであるとしている。「めぐりあい宇宙編」は試写を見せてもらってから描いたとのことで、実際の映画をほぼそのままなぞった内容となっている。また、復刻版の加筆修正については、「このままだと格好が悪いから」という理由で自分から申し出て手がけたとのことである。
その後、岡崎は『太陽の牙ダグラム』や『装甲騎兵ボトムズ』の漫画化を手がけ、かなりのダイジェスト版にはなったものの、リアルロボット的な原作を踏襲した作品となっている。

## 単行本
サンデーコミックス
1982年4月10日に第1巻が、同年5月30日に第2巻がそれぞれ秋田書店より出版。ただし、雑誌連載当時の回のうち第5回「アムロ脱走」、第6回「ランバ・ラル特攻」は未収録となっている。
第1巻カバーの作者コメントにおいて、作者は「私の気に入った作品の一つ」と語っている。
1. ISBN 978-4253064088
2. ISBN 978-4253064095

大都コミックス
1998年10月1日に大都社から復刻版が全1巻で発売。この際、作者自らにより当時の原稿に大幅な加筆修正がなされている。なお、上記の第5回、第6回に加えて第10回「果てしなき攻防戦」も収録されていない。
- ISBN 978-4886531124

AKITA TOP COMICS
2003年3月25日に秋田書店からコンビニコミック版として全1巻で改めて発売。以前のものにて割愛された回を含め全10回、合わせて「ガンダムIII めぐりあい宇宙編」が収録され、大都社からの復刻版と同じく大幅な加筆修正がなされている原稿を使用している。
2019年3月14日にはアンコール出版と題して再販。
- ISBN 978-4253188883（2003年版）
- ISBN 978-4253249355（2019年版）

サンライズ・ロボット漫画コレクションシリーズ（マンガショップ）
2011年2月20日にマンガショップから完全復刻版が全1巻で発売。紹介ページでは「冒険王」連載当時の紙面を可能な限り再現すると記載されている。全10回と「ガンダムIII めぐりあい宇宙編」をすべて収録。大都社や秋田書店の復刻版同様にスクリーントーンやベタによる加筆修正された原稿を使用しているが、大都社からの復刻版で差し替えられたコマがサンデーコミックス以前のものに、サンデーコミックスの単行本収録時に変更されたサブタイトルや台詞が連載時のものに、それぞれ戻されている。
- ISBN 978-4775914212